# Liceul Tehnologic Anghel Saligny Turț
Liceul Tehnologic „Anghel Saligny” Turț este o unitate de învățământ situată în localitatea Turț, județul Satu-Mare.